# Экономический кризис в Венесуэле
Экономический кризис в Венесуэле начался в 2013 году и продолжается до сих пор. Инфляция в 2018 году, согласно оценкам парламентского комитета по финансам, составила 1 700 000 % (по данным МВФ — 1370000 %), ВВП сократился на 15 %, страну покинули более 3 млн человек, Венесуэла занимает 169-е (из 180) место в Индексе восприятия коррупции, примерно 30 % населения не имеет работы. Являясь одним из крупнейших мировых нефтедобытчиков, страна, тем не менее, испытывает острый дефицит продуктов первой необходимости, продовольствия, лекарств и бензина.

## Предпосылки
Как указывает заведующий лабораторией Института Латинской Америки РАН Виктор Семёнов, падение мировых цен на нефть, произошедшее в 2014 году, само по себе привело к снижению нефтяных доходов, которые составляют 95 % всех экспортных доходов Венесуэлы. В связи с резким падением цен на нефть, страна была вынуждена продавать её ниже себестоимости. Кроме того, произошло снижение добычи, вызванное устареванием оборудования, снижением квалификации управленческих кадров, отсутствием средств на оплату услуг иностранных сервисных компаний. Снижение валютных поступлений привело к нехватке средств на товары первой необходимости, в том числе продукты питания и лекарства. Центральный банк Венесуэлы оказался вынужден увеличивать денежную массу, не обеспеченную золотовалютными резервами, что привело к гиперинфляции.
По данным Bank of America, доходы Венесуэлы от экспорта с 2013 года по 2016 год снизились с $97 млрд до $37 млрд. За время правления Уго Чавеса почти на треть упал также уровень нефтедобычи в стране.

## Причины
Помимо падения цен на нефть, в СМИ указывают и на другие причины возникновения кризиса: значительный объём социальных дотаций населению, значительные затраты на повышение имиджа власти и государства, отсутствие реформ, задолженность по внешним кредитам.
В качестве основной и фундаментальной причины кризиса называют чавистскую политику «мировой социалистической революции» и победы над «американскими империалистами», проводившуюся президентами-социалистами Чавесом и Мадуро.
В ноябре 2014 года власти Венесуэлы ввели «справедливые цены» на большинство товаров. Это привело к товарному дефициту. Следом была введена карточная система, когда покупать можно только имея на руках специальный номер.

## ВВП
Изменение ВВП по годам (по данным МВФ):
- 2003: −7,8 %
- 2004: +18,3 %
- 2005: +10,3 %
- 2006: +9,9 %
- 2007: +8,8 %
- 2008: +5,3 %
- 2009: −3,2 %
- 2010: −1,5 %
- 2011: +4,2 %
- 2012: +5,6 %
- 2013: +1,3 %
- 2014: −3,9 %
- 2015: −6,2 %
- 2016: −16,5 %
- 2017: −14 %
- 2018: −11,03 %
- 2019 (прогноз): −15 %

## Гиперинфляция
Важной составляющей экономического кризиса в Венесуэле является гиперинфляция. Официальные правительственные данные по инфляции не публикуются, но, по оценкам западных экономистов, в 2018 году уровень инфляции составил 100 000 %, а розничные цены повышались примерно вдвое каждый месяц. По данным Национальной ассамблеи (парламента), инфляция в 2018 году составила 1 700 000 %. По данным МВФ, за 2018 год уровень инфляции в Венесуэле составил 1 370 000 %.

## Развитие кризисных явлений

### 2016 год
По свидетельствам отдельных СМИ, власть была вынуждена прибегнуть к жёстким мерам в связи с сильной засухой, которая привела к критическому снижению уровня воды на ГЭС им. Симона Боливара («Гури»). Эта ГЭС является основным производителем электроэнергии в Венесуэле.
15 января 2016 года президент Венесуэлы Николас Мадуро ввёл своим указом чрезвычайное экономическое положение в Венесуэле на два месяца. Впоследствии чрезвычайное положение в стране было продлено ещё на 60 дней.
В начале апреля Николас Мадуро подписал указ о сокращении рабочей недели в стране до четырёх дней и призвал население ответственно относиться к использованию электроприборов, чтобы обеспечить экономию электричества.
22 апреля, после нескольких месяцев внеплановых отключений электроэнергии, правительство начало плановые отключения, введя на 40 дней четырёхчасовой лимит на подачу электроэнергии на большей части территории Венесуэлы, что привело к протестам населения.
27 апреля рабочая неделя для государственных служащих была сокращена до 2 дней, при этом они продолжали получать жалование в полном объёме. Такие действия также были направлены на уменьшение использования электроэнергии.
28 апреля люди вышли на улицы в знак протеста против ежедневных отключений электричества. Во многих городах акции протеста перешли в столкновения с полицией и масштабное мародёрство. В стране усугубился дефицит продовольствия и товаров первой необходимости.
1 мая в стране перевели часы на полчаса вперёд с целью экономии электроэнергии, изменив часовой пояс страны с UTC−4:30 на UTC−4:00.
В связи с кризисом власти значительно повысили цены на топливо и объявили о девальвации валюты.
За 2016 год ВВП Венесуэлы сократился, по оценке МВФ, на 16,5 %.

### 2017 год

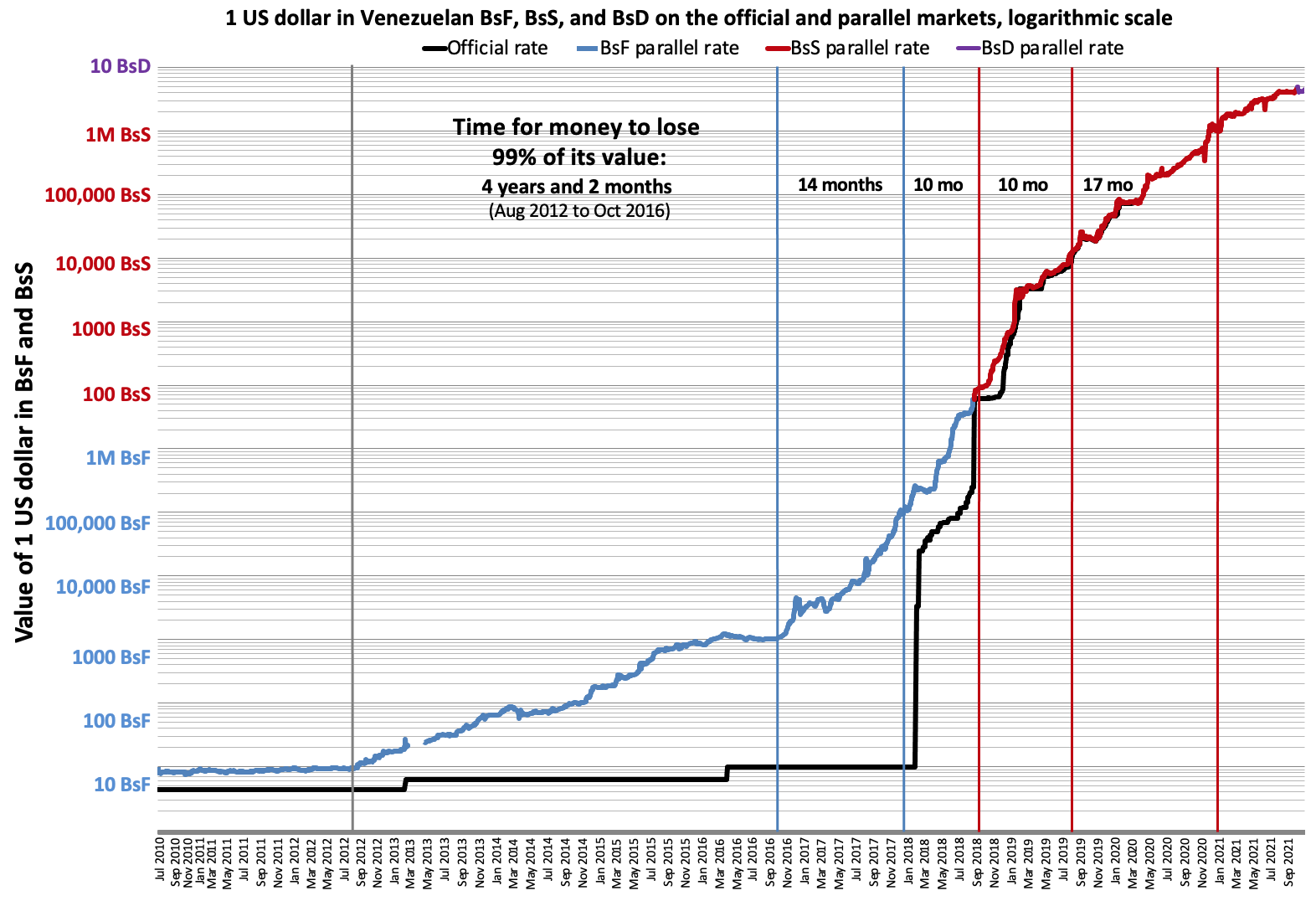
Логарифмический график изменения официального и неофициального (на чёрном рынке) курса венесуэльского боливара к доллару в 2010—2018 годах. Голубые вертикальные линии обозначают время падения неофициального курса на новые 90 % по сравнению с предыдущей точкой отсчёта.

В ноябре 2017 года Венесуэла не смогла исполнять кредитные обязательства, объявив дефолт. Об этом 14 ноября объявило рейтинговое агентство Standard & Poor’s. Общая сумма внешнего долга страны составляет, по разным оценкам, от 63 млрд до 150 млрд долларов. Многомиллиардные долги имеет также государственная нефтяная компания PDVSA.
По данным Financial Times, до объявления дефолта Венесуэла должна была выплачивать уже имеющиеся долги и проценты по ним до середины 2030-х годов, причём пик выплат должен был прийтись на 2018 год — почти 10 млрд долларов. Использование золотовалютных резервов для погашения задолженности невозможно, поскольку они составляют менее 10 млрд долларов.

### 2018 год
В августе 2018 года Николас Мадуро озвучил намерение поднять внутренние цены на бензин до среднемировых, предоставив возможность 16,5 млн обладателей специальных карт покупать бензин по прежней цене ещё в течение двух лет.
20 августа 2018 года в стране была введена новая валюта — суверенный боливар — вместо прежнего боливара. Изначально планировался обменный курс 1000:1, но он был установлен в 100000:1. Суверенный боливар должен быть привязан к криптовалюте «петро» по курсу 3600:1. В тот же день Центральный банк Венесуэлы девальвировал национальную валюту на 96 %, установив курс суверенного боливара существенно ниже последнего официального курса прежнего боливара. Почти одновременно был значительно ослаблен валютный контроль. В августе было также объявлено о повышении НДС с 12 % до 16 %.

## Последствия

### Закрытие предприятий и падение производства
24 мая 2016 года компания Coca-Cola приостановила производство безалкогольных напитков в Венесуэле из-за недостатка сахара. Это произошло на фоне ухудшения продовольственного и энергетического дефицита.
Производитель шин Bridgestone заявил о продаже производственных мощностей в Венесуэле. Свои активы выставила на продажу Grupo Corimon, а другие транснациональные компании, такие как Ford, Procter&Gamble и Halliburton, снизили производство или прекратили инвестиции в Венесуэлу.
Уход иностранного бизнеса и ухудшение условий для деятельности остающихся предприятий привели к резкому росту безработицы — со средних для Латинской Америки 7-8 % до примерно 30 %.
В результате кризиса стал снижаться показатель ВВП на душу населения в Венесуэле.

### Питание и здоровье населения
В начале 2017 года исследование, проведённое неправительственными организациями, выявило, что 75 % венесуэльцев потеряли в весе по меньшей мере 9 кг из-за нехватки продовольствия. По результатам социологического исследования, 93 % венесуэльцев заявили о невозможности покупать достаточные объёмы продовольствия. Изменился и рацион: венесуэльцы теперь могут позволить себе меньше говядины, куриного мяса и риса, но существенно выросла популярность картофеля и других корнеплодов.
В марте 2017 года Венесуэла обратилась в ООН с просьбой о помощи в поставке медикаментов, которых, по оценкам, в стране оставалось около 3 % от необходимого уровня. Не хватало разных видов лекарств — в частности, обезболивающих, антибиотиков, инсулина, противоопухолевых препаратов.
Из-за удорожания и дефицита презервативов и гормональных противозачаточных средств в Венесуэле значительно участились случаи добровольной стерилизации женщин.
В результате кризиса в Каракасе начались перебои с питьевой водой, а запасы чистой воды в баках и бочках стали местом размножения малярийных комаров. По этой причине, а также вследствие нехватки медикаментов, в стране многократно выросла заболеваемость малярией, хотя раньше усилия Венесуэлы по борьбе с этой болезнью считались образцовыми.

### Массовая эмиграция
Обострение экономического кризиса, рост политической напряжённости и уровня насилия привели к резкому росту эмиграции, которая находится на контроле у Управления Верховного комиссара ООН по делам беженцев (УВКБ). С 2016 по первую половину 2018 года страну покинуло, по разным оценкам, от 1,6 до 2,3 млн человек, из которых 90 % прибыли в различные страны Южной Америки. Кроме того, сотни тысяч венесуэльцев находятся в других странах нелегально. УВКБ отмечает, что нелегальные беженцы «могут стать жертвами торговли людьми, сексуальной эксплуатации, дискриминации и ксенофобии».
Большинство эмигрантов бегут из страны через границу с Колумбией, открывшуюся после кризиса 2015—2016 годов. В 2018 году резко вырос поток венесуэльских беженцев через Колумбию в Эквадор, а оттуда — в другие страны Южной Америки (в частности, в Перу, Чили, Боливию и Аргентину). Так, за январь-август 2018 года более полумиллиона граждан Венесуэлы пересекли границу между Колумбией и Эквадором. 24 августа 2018 года Эквадор открыл гуманитарный коридор для венесуэльских транзитных беженцев, организовав их перевозку к перуанской границе. При этом Колумбия, Перу и Эквадор начали ужесточать правила въезда и условия пребывания для венесуэльских беженцев.
Другим направлением вынужденной эмиграции венесуэльцев является Бразилия. За январь-август 2018 года 117 тысяч граждан Венесуэлы запросили в Бразилии убежища, ещё 25 тысяч уже получили официальный статус беженца. 6 августа 2018 года власти бразильского штата Рорайма попытались на время закрыть границу с Венесуэлой из-за притока новых беженцев, но Верховный суд страны немедленно отменил это решение.
Весьма распространена эмиграция в США — в частности, во Флориду, где давно сложилась венесуэльская община.
В приграничных с Колумбией районах Венесуэлы распространён краткосрочный переход границы (в том числе нелегальный) с целью покупки дефицитных товаров.
Из-за своей масштабности миграционный кризис в Венесуэле считается крупнейшим за всю историю Южной Америки.

### Пиратство в Карибском море
После национализации рыбной промышленности при президенте Уго Чавесе рыбопромысловые компании предпочли вывести свои активы за рубеж. В результате многие местные рыбаки остались без работы и условиях экономического кризиса, гиперинфляции и правового хаоса занялись криминальным бизнесом — вооружёнными нападениями на рыбаков с соседнего Тринидада, похищениями людей, контрабандой наркотиков и оружия. В обмен на оружие и наркотики пираты везут назад в Венесуэлу продукты питания и товары первой необходимости, в которых в Венесуэле ощущается острейший дефицит.

## Выход из кризиса
К лету 2019 года экономическая ситуация в Венесуэле несколько улучшилась, на полках магазинов снова стали появляться товары. Это связывают с тем, что правительство перестало требовать соблюдения правил, запрещающих сделки с оплатой в иностранной валюте, и контролировать цены на многие товары. В результате произошла быстрая долларизация экономики.